# ألفونسو رييس
ألفونسو رييس (بالإسبانية: Alfonso Reyes Cabanas) مواليد 19 سبتمبر 1971، هو لاعب كرة سلة إسباني سابق بدأ مسيرته الاحترافية في سنة 1989. يبلغ طوله 6 قدم 7.5 بوصة (2.0 م). اعتزل اللعب في 2007.

## فرق لعب لها
- سي بي إستوديانتس
- ريال مدريد بالونكيستو

## الميداليات
| الميدالية | المسابقة                         |
| --------- | -------------------------------- |
| فضية      | بطولة أمم أوروبا لكرة السلة 1999 |
| برونزية   | بطولة أمم أوروبا لكرة السلة 2001 |
| فضية      | بطولة أمم أوروبا لكرة السلة 2003 |

## روابط خارجية
- ألفونسو رييس على موقع الاتحاد الدولي لكرة السلة (الإنجليزية)
- ألفونسو رييس على موقع الدوري الأوروبي لكرة السلة (الإنجليزية)
- ألفونسو رييس على موقع الدوري الإسباني لكرة السلة (الإسبانية)
- ألفونسو رييس على موقع كرة السلة الأوروبية.كوم (الإنجليزية)
- ألفونسو رييس على موقع ريلجم (الإنجليزية)
- ألفونسو رييس على موقع بروبوليرز (الإنجليزية)
- ألفونسو رييس على موقع سبورتس رفرنس (الإنجليزية)
- ألفونسو رييس على موقع أوليمبيديا (الإنجليزية)